# Peter Frans Anthonissen
Peter Frans Anthonissen (Antwerpen, 31 mei 1955) is journalist en communicatieadviseur.

## Biografie

### Studie
Peter F. Anthonissen is licentiaat en geaggregeerde in de rechten, licentiaat in het notariaat en Master of Laws. Hij studeerde aan de universiteiten van Antwerpen, Leuven en Cambridge.

### Carrière
Tijdens zijn legerdienst die hij deed bij de luchtmacht, kwam Anthonissen terecht op het kabinet van de toenmalige eerste minister Wilfried Martens. Later stond hij ook minister van Buitenlandse Zaken Leo Tindemans, staatssecretaris voor Europese Zaken Paul De Keersmaeker en Vlaams minister-president Kris Peeters bij als adviseur.
Zijn carrière als journalist begon nog tijdens zijn studententijd bij de kranten De Nieuwe Gids en Het Volk in 1974. Drie jaar later ging hij aan de slag als journalist bij De Standaard. In 1985 maakte hij de overstap naar De Financieel-Economische Tijd (nu: De Tijd) waar hij chef van de sociaal-economische redactie was.
Op 1 december 1987 richtte hij zijn eigen bedrijf op, Anthonissen en Associates.
Peter Frans Anthonissen is tevens voorzitter of lid van raden van bestuur van verschillende bedrijven en organisaties. Hij is o.a. voorzitter van The Oxford & Cambridge Society of Flanders en voorzitter van de Alumni Lovanienses Antwerpen; de alumnivereniging van de KUL. Hij is tevens stichtend voorzitter van de Rotary Club Antwerpen-Metropool en van Brandtpunt.
Als gastdocent is hij onder meer verbonden aan de Antwerp Management School, de Vlerick Leuven Gent Management School en de Erasmus Universiteit Rotterdam.
Anthonissen schreef een aantal boeken voor de studie communicatie. Daarnaast is hij een van de vaste columnisten bij het financiële weekblad Trends.

## Trivia
Anthonissen was juryvoorzitter van de ABN Amro Bank Prijs voor het Beste Non-fictieboek (2006-2007-2008)
- International Standard Name Identifier: 0000 0001 1050 9896
- Library of Congress Control Number: n2004142713
- Nationale Bibliotheek van Israël: 987007390234505171
- Nederlandse Thesaurus van Auteursnamen: 230090362
- Système universitaire de documentation: 131058436
- Virtual International Authority File: 31397075
- WorldCat: E39PBJmP6PvdqBWrq4f4grXyBP